# Antônio Carlos Chamariz
Antônio Carlos Ramos, o Chamariz (Porto Real do Colégio, 26 de fevereiro de 1956 – Maceió, 16 de março de 2024) foi um político e empresário brasileiro filiado ao PTB. Foi casado com Fátima Ramos, cantora evangélica. Candidato a deputado federal em 2006, foi eleito suplente, assumindo o mandato em janeiro de 2009 com a renúncia de Cristiano Mateus da Silva e Sousa, eleito prefeito do município de Marechal Deodoro. Em sua posse, declarou-se ex-menino de rua.

## Morte
Chamariz morreu no dia 16 de março de 2024 aos 68 anos.